# Троицк (Ельцовский район)
Троицк — посёлок в Ельцовском районе Алтайского края России. Входит в состав Пуштулимского сельсовета.

## История
Троицк был основан в 1909 году. По состоянию на 1911 год населённый пункт, известный в то время как посёлок Скрябинский, входил в состав Ельцовской волости Кузнецкого уезда и включал в себя 85 дворов. Население на тот период составляло 443 человека.

В 1928 году в посёлке функционировала школа, имелось 104 хозяйства, проживало 567 человек. В административном отношении посёлок Троицкий (Скрябино) являлся центром сельсовета Ельцовского района Бийского округа Сибирского края.

## География
Посёлок находится в восточной части Алтайского края, в верховьях реки Салма (приток реки Сары-Чумыш), на расстоянии примерно 17 километров (по прямой) к юго-востоку от посёлка Ельцовка, административного центра района. Абсолютная высота — 359 метров над уровнем моря.

Климат умеренный, континентальный. Средняя температура января составляет −17 °C, июля — +18,4 °C. Годовое количество осадков составляет 496 мм.

## Население
| 1997 | 1998 | 1999 | 2000 | 2001 | 2002 | 2003 |
| ---- | ---- | ---- | ---- | ---- | ---- | ---- |
| 74   | →74  | ↘69  | ↗76  | ↘74  | ↘60  | ↘57  |
| 2004 | 2005 | 2006 | 2007 | 2008 | 2009 | 2010 |
| ↘54  | ↘47  | ↘43  | →43  | ↘39  | ↘33  | ↘22  |
| 2011 | 2012 | 2013 |      |      |      |      |
| ↗25  | ↘21  | ↗22  |      |      |      |      |

Согласно результатам переписи 2002 года, в национальной структуре населения русские составляли 100 %.

## Улицы
Уличная сеть посёлка состоит из четырёх улиц.